# Casimir Leconte
Casimir Leconte, né à Paris le 15 juillet 1796 et mort à Saint-Leu-la-Forêt le 8 novembre 1867, est un homme d'affaires français.

## Biographie
Casimir François Joseph Leconte est le fils du banquier Léon Joseph Leconte (1759-1824), administrateur de la manufacture royale des glaces de Saint-Gobain, et de Marie-Madeleine-Adélaïde Froissent. Sa sœur épouse Alexandre Gérard. Marié à Eugénie Estier, fille du notaire parisien Charles Estier et de Victoire-Eugénie Dabit, et belle-sœur de Charles Sallandrouze de Lamornaix, sa fille, Adèle Leconte, épousera Antonin Lefèvre-Pontalis.

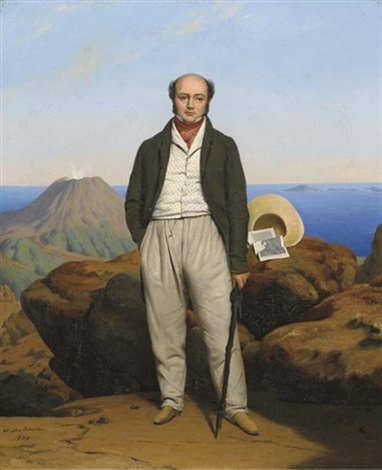
Portrait de Casimir Lecomte devant le Stromboli, par Guillaume Bodinier (1828).

Il entre aux « Messageries royales » en 1828, dont il devient administrateur général. Il est également l'un des principaux dirigeants des « Messageries générales de France Laffitte et Caillard » et à la tête de la maison de banque « Delamarre, Martin-Didier & Cie ».
Il se fait construire un hôtel particulier sur les plans de l'architecte Félix Callet, place Saint-Georges, à Paris, en 1836.
S'assurant les capitaux financiers nécessaires, en s'appuyant sur huit banques (Waru, Pillet-Will, Bartholony, etc) apportant 30 millions de frances et des particuliers (Adrien Delahante, comte Daru, etc), auquel il apporte lui-même 5 millions de francs, il obtient la concession de la ligne de Paris à Orléans en 1838, pour une durée de soixante-dix ans, et devient directeur général de la Compagnie du chemin de fer de Paris à Orléans nouvellement créée.
Il est également administrateur de la compagnie d'assurances « L'Urbaine ».

## Distinctions
- Commandeur de l'ordre de Vasa
- Officier de la Légion d'honneur

## Publications
- Opinion d'un habitant de la vallée de Montmorency sur le projet de cimetière à établir à Méry et le chemin de fer destiné à le desservir (1867)
- Promenade dans l'isthme de Suez (1865)
- L'Oeuvre de Fogelberg (1856)
- Étude économique de la Grèce, de sa position actuelle, de son avenir, suivie de documents sur le commerce de l'Orient, sur l'Égypte (1847)
- Documents sur la Suède (1843)
- Chemin de fer d'Orléans à Vierzon, lettre à MM. les membres des conseils généraux et municipaux des départemens intéressés au chemin de fer d'Orléans à Vierzon (1841)
- Le Hâvre-Paris-Marseille, perfectionnement des voies de communication (1840)
- Association industrielle de la propriété : première application de ce système au chemin de fer d'Orléans à Vierzon (1840)
- Des colonies françaises aux Indes orientales (1831)
- Les Noirs libres et les noirs esclaves aux Antilles, aux États-Unis et à Libéria
- De la Fabrication des locomotives en France